# Campionati europei di ciclismo su strada - Cronometro femminile Under-23
La gara in linea femminile Under-23 è una delle prove disputate durante i campionati europei di ciclismo su strada. La prima edizione risale al 1995.

## Albo d'oro
Aggiornato all'edizione 2024.
| Anno | Vincitrice            | Seconda               | Terza                |
| ---- | --------------------- | --------------------- | -------------------- |
| 1997 | Diana Žiliūtė         | Izaskun Bengoa        | Jenny Algelid        |
| 1998 | Diana Žiliūtė         | Susanne Ljungskog     | Rasa Mažeikytė       |
| 1999 | Tetjana Stjažkina     | Nicole Brändli        | Ceris Gilfillan      |
| 2000 | Lada Kozlíková        | Ceris Gilfillan       | Nicole Brändli       |
| 2001 | Nicole Brändli        | Lada Kozlíková        | Ol'ga Zabelinskaja   |
| 2002 | Ol'ga Zabelinskaja    | Vera Carrara          | Vera Koedooder       |
| 2003 | Virginie Moinard      | Madeleine Sandig      | María Isabel Moreno  |
| 2004 | Tatiana Guderzo       | Madeleine Sandig      | Anna Zugno           |
| 2005 | Madeleine Sandig      | Tatiana Guderzo       | Anna Zugno           |
| 2006 | Linda Villumsen       | Tatiana Guderzo       | Bianca Knoepfle      |
| 2007 | Linda Villumsen       | Svitlana Haljuk       | Martina Sáblíková    |
| 2008 | Ellen van Dijk        | Svitlana Haljuk       | Lesja Kalytovs'ka    |
| 2009 | Ellen van Dijk        | Emilia Fahlin         | Marianne Vos         |
| 2010 | Aleksandra Burčenkova | Emilia Fahlin         | Katažina Sosna       |
| 2011 | Mélodie Lesueur       | Larisa Pankova        | Katažina Sosna       |
| 2012 | Anna van der Breggen  | Mieke Kröger          | Elisa Longo Borghini |
| 2013 | Hanna Solovej         | Rossella Ratto        | Ksenija Dobrynina    |
| 2014 | Mieke Kröger          | Séverine Eraud        | Ramona Forchini      |
| 2015 | Mieke Kröger          | Ol'ha Šekel           | Corinna Lechner      |
| 2016 | Anastasija Jakovenko  | Ksenyia Tuhai         | Lisa Klein           |
| 2017 | Pernille Mathiesen    | Cecilie Uttrup Ludwig | Lisa Klein           |
| 2018 | Aafke Soet            | Lisa Klein            | Nikola Nosková       |
| 2019 | Hannah Ludwig         | Marija Novolodskaja   | Elena Pirrone        |
| 2020 | Hannah Ludwig         | Franziska Koch        | Marta Jaskulska      |
| 2021 | Vittoria Guazzini     | Hannah Ludwig         | Elena Pirrone        |
| 2022 | Shirin van Anrooij    | Vittoria Guazzini     | Marie Le Net         |
| 2023 | Zoe Bäckstedt         | Antonia Niedermaier   | Anniina Ahtosalo     |
| 2024 | Anniina Ahtosalo      | Antonia Niedermaier   | Marie Schreiber      |

## Medagliere
| Pos.   | Nazione       | Oro | Argento | Bronzo | Totale |
| ------ | ------------- | --- | ------- | ------ | ------ |
| 1      | Germania      | 5   | 8       | 4      | 17     |
| 2      | Paesi Bassi   | 5   | 0       | 2      | 7      |
| 3      | Russia        | 3   | 2       | 2      | 7      |
| 4      | Danimarca     | 3   | 1       | 0      | 4      |
| 5      | Italia        | 2   | 5       | 5      | 12     |
| 6      | Ucraina       | 2   | 3       | 1      | 6      |
| 7      | Lituania      | 2   | 0       | 3      | 5      |
| 8      | Francia       | 2   | 1       | 1      | 4      |
| 9      | Svizzera      | 1   | 1       | 2      | 4      |
| 9      | Rep. Ceca     | 1   | 1       | 2      | 4      |
| 11     | Gran Bretagna | 1   | 1       | 1      | 3      |
| 12     | Finlandia     | 1   | 0       | 1      | 2      |
| 13     | Svezia        | 0   | 3       | 1      | 4      |
| 14     | Spagna        | 0   | 1       | 1      | 2      |
| 15     | Bielorussia   | 0   | 1       | 0      | 1      |
| 16     | Polonia       | 0   | 0       | 1      | 1      |
| 16     | Lussemburgo   | 0   | 0       | 1      | 1      |
| Totale | Totale        | 28  | 28      | 28     | 84     |